# Чиксентмихайи, Михай
Михай Чиксентмихайи (англ. Mihaly Csikszentmihalyi [ˈmiːhaɪ ˌtʃiːksɛntməˈhaɪ.iː], венг. Csíkszentmihályi Mihály МФА: [ˈmihaːj ˈtʃiːksɛntmihaːji]о файле; 29 сентября 1934, Фиуме, Королевство Италия — 20 октября 2021, Клермонт (Калифорния)) — американский психолог венгерского происхождения, профессор, экс-декан факультета Чикагского университета, известный своими исследованиями по вопросам счастья, креативности, субъективного благополучия; однако более всего он известен благодаря своей идее «потока» — состояния, изучавшегося им на протяжении нескольких десятилетий. Считается одним из наиболее широко цитируемых психологов современности в нескольких областях, относящихся к психологии и бизнесу.  Наиболее известная книга - «Поток: психология оптимального опыта» (1990).
Автор нескольких бестселлеров и более чем 120 статей для журналов и книг, многие из которых переведены на разные языки мира, в том числе на русский.

## Поток
В работе Flow: The Psychology of Optimal Experience Чиксентмихайи знакомит читателей с теорией, согласно которой люди наиболее счастливы, если пребывают в особом потоковом состоянии — напоминающем Дзэн состоянии полного единения с деятельностью и ситуацией. Состояние потока можно считать оптимальным состоянием внутренней мотивации, при которой человек полностью включён в то, что он делает. Вероятно, каждый испытывал это ощущение, характеризующееся свободой, радостью, чувством полного удовлетворения и мастерства, когда некоторые потребности, в том числе и базовые, обычно игнорируются. Человек забывает о времени, голоде, своей социальной роли и т. д.
В интервью журналу «Wired» Чиксентмихайи описывает поток следующим образом:

Быть полностью вовлечённым в деятельность ради неё самой. Эго отпадает. Время летит. Каждое действие, движение, мысль следует из предыдущей, словно играешь джаз. Всё твоё существо вовлечено, и ты применяешь свои умения на пределе.
Чтобы достичь состояния потока, необходимо найти равновесие между сложностью задачи и навыком субъекта. Если задача слишком легка или слишком тяжела, потоковое состояние не может быть достигнуто.
Потоковое состояние также подразумевает некоторого рода сфокусированное внимание; было замечено, что сознаваемая медитация (безучастное свидетельствование), йога и боевые искусства, похоже, улучшают способность человека к достижению потокового состояния. Вкратце, поток можно описать как состояние, при котором внимание, мотивация и ситуация соединяются, вызывая нечто вроде продуктивной гармонии или обратной связи.

Внимание настолько совершенно, что я забываю о времени, о своем теле, об окружении, о других людях. Я ничего не осознаю, кроме своих рук. (Csikszentmihalyi, 1975) 

## Прочие факты
Разработал Experience sampling method.
Имя Mihály Csíkszentmihályi имеет венгерское происхождение. Mihály означает Михаил, Csík — регион в Трансильвании (ныне Румыния), szent значит святой. Таким образом, Csíkszentmihályi — название поселения в регионе Чик, получившее имя в честь Св. Михаила. Буква i в фамилии является венгерским постфиксом, означающим «из» (наподобие русского -ский). Буквально: «Михаил из Св. Михаила в [регионе] Чик».
Сам Чиксентмихайи демонстрировал чувство юмора, предлагая произносить свою фамилию как «чикс сенд ми хайи» (англ. chicks send me high), что в переводе означает: «Цыпочки посылают мне кайф».

## Научные труды
- Csikszentmihalyi M. Beyond boredom and anxiety. San Francisco, 1975.
- Чикесентмихайи Михай (1996) Креативность: Психология открытий и изобретений. Москва: Карьера Пресс ISBN 978-5-00074-049-1 , 978-5-904946-71-5
- Geirland, John (1996) «Go With The Flow». Wired magazine, September, Issue 4.09.
- Gardner, Howard, Csikszentmihalyi, Mihaly, and Damon, William (2002). Good Work: When Excellence and Ethics Meet. New York, Basic Books.
- Чикесентмихайи Михай (2003) Правильный бизнес. лидерство, состояние потока и создание смысла. Москва: Карьера Пресс. ISBN 978-5-00074-029-3
- Чикесентмихайи Михай (2011) Поток: Психология оптимального переживания. Москва. Альпина нон-фикшн. ISBN 978-5-91671-285-8, 978-5-91671-155-4, 978-5-91671-224-7
- Чикесентмихайи Михай (2011) В поисках потока: Психология включенности в повседневность. Москва. Альпина нон-фикшн. ISBN 978-5-91671-255-1, 978-5-91671-126-4, 978-5-91671-172-1
- Чикесентмихайи Михай (2013) Эволюция личности. Москва. Альпина нон-фикшн. ISBN 978-5-91671-129-5

### На русском языке
- Веб-страница исследовательской программы «Flow»

### На английском языке
- Чиксентмихайи на веб-странице Клэрмонтской магистратуры по менеджменту
- Награда «Мыслитель года» 2000: Михайи Чиксентмихайи
- David Farmer, «„Flow“ and Mihaly Csikszentmihalyi»
- Чиксентмихайи отвечает на несколько вопросов
- Сайт создателя игры, посвящённый достижению потоковых состояний посредством видеоигр
- Of Fun and Flow @ DeepFUN
- «Focus and Flow» (спортивная психология)
- Mihaly Csikszentmihalyi: Flow, the secret to happiness (выступление на TED Talks)